# 슬로베니아 U-21 축구 국가대표팀
슬로베니아 U-21 축구 국가대표팀(슬로베니아어: Slovenska nogometna reprezentanca do 21 let)은 슬로베니아를 대표하는 21세 이하의 축구 국가대표팀으로, 슬로베니아의 축구 관리 기관인 슬로베니아 축구 협회의 관리를 받는다. 2021년에 처음으로 UEFA U-21 축구 선수권 대회에 참가했다.

## 역대 감독
| 감독              | 임기        |
| ----------------- | ----------- |
| 프리모시 글리하   | 2015 ~ 2020 |
| 밀렌코 아치모비치 | 2020 ~      |